# 原始ブラックホール
原始ブラックホール (げんしブラックホール、英: primordial black holes、PBH) とは、ビッグバン直後に形成された可能性のある仮説上のブラックホールの分類である。初期宇宙においては、高密度で非一様な環境のため重力崩壊を引き起こすのに十分な高密度領域が形成される可能性があり、その場合ブラックホールが形成される。このような天体の存在は、1966年にヤーコフ・ゼルドビッチとイゴール・ノヴィコフによって初めて提唱された。これらの天体の起源の背後にある理論については、1971年にスティーヴン・ホーキングによって初めて詳細に調べられた。原始ブラックホールは恒星の重力崩壊からは形成されないため、これらの質量は恒星質量 (例えば 2×1030 kg) よりもずっと小さいものになり得る。ホーキングは、原始ブラックホールの質量は 10−8 kg 程度の小さい値にまでなり得ることを計算により示した。
なお、日本語の表記としては、原初ブラックホールや始原ブラックホールと書かれる場合もある。

## 理論的な歴史
モデルに依存するが、原始ブラックホールは 10-8 kg (プランク質量程度の、いわゆる「プランクの遺物」) から、太陽質量の数千倍を超える初期質量を取りうる。しかし、初期の質量が 1012 kg を下回る原始ブラックホールはホーキング放射によって宇宙年齢よりも短い時間で完全に蒸発してしまうため、現在まで生き延びることができない。原始ブラックホールは非バリオン的であり、そのため暗黒物質の有望な候補である。原始ブラックホールはまた、重い銀河中心部での超大質量ブラックホールや、中間質量ブラックホールの種の有望な候補でもある。
原始ブラックホールは MACHO に分類される。これらはダークマターの良い候補物質である。ほぼ非衝突で、(十分な質量を持つ場合は) 安定であり、非相対論的な速度を持ち、宇宙の歴史の中で非常に初期 (典型的にはビッグバン後1秒未満) に形成されるからである。しかし、様々な天体物理的あるいは宇宙論的な観測によって原始ブラックホールの存在量への厳しい制約が与えられており、原始ブラックホールが取りうるもっともらしい質量の範囲では、ダークマターの全体に大きく寄与している可能性は否定されている。

### 重力波検出からの制約
2016年3月、LIGOおよびVirgoによって2つの30太陽質量ブラックホール (およそ6×1031 kg) 合体の際に放出された重力波の検出が報告された1ヶ月後、3つの研究者グループが独立して、検出されたブラックホールは原始ブラックホール起源であるとする説を提唱した。そのうち2つのグループは、LIGOによって示唆されたブラックホールの合体頻度は、もし原始ブラックホールの無視できない割合が矮小楕円体銀河や球状星団などのようにハローにある程度集まっている場合、全てのダークマターが原始ブラックホールからなっているとするシナリオと矛盾しないものであるとした。これは一般的な宇宙の構造形成理論から期待される結果である。残りの1グループは、観測されたブラックホールの合体頻度は原始ブラックホールがダークマターの全てを占めるとするシナリオとは一致せず、原始ブラックホールのダークマター全体への寄与は1%未満に過ぎないと主張した。LIGO によって検出されたブラックホールの質量が予想外に重かったことから、太陽質量の1から100倍の範囲の質量を持つ原始ブラックホールへの関心が強く呼び起こされることとなった。しかし、星のマイクロレンズ現象が検出されないこと、宇宙マイクロ波背景放射の非等方性、暗い矮小銀河の大きさ、銀河中心方向におけるX線天体と電波天体との相関が見られないことなど、この質量範囲の原始ブラックホールが観測によって否定されるかどうかについては未だに議論が続いている。
2016年5月、Alexander Kashlinsky は、もし原始ブラックホールの存在度がダークマターと同程度であった場合、分解されていないガンマ線とX線背景放射において観測された空間相関は、同程度の質量を持った原始ブラックホールによるものだと解釈できることを示唆した。
しかし2019年4月には、原始ブラックホールがダークマターの主成分であるという仮説が難局に直面することを示唆する研究が発表された。国際研究チームがスティーヴン・ホーキングによって提唱された理論についてこれまでで最も厳密な検証を行い、0.1 mm よりも小さい原始ブラックホールがダークマターの大部分を占める可能性を否定する結果が得られた。

## 形成
原始ブラックホールは初期宇宙のいわゆる輻射優勢期に形成される可能性がある。その時期の宇宙の密度 {\displaystyle \rho } がもしも大きなゆらぎを持ち {\displaystyle \delta _{\mathrm {cr} }=\delta \rho /\rho \sim 0.5} 程度以上であればそのゆらぎが存在する領域がブラックホールを形成する。この領域の大きさが宇宙のハッブル体積より小さくなると重力崩壊を起こし、直接ブラックホールとなる。従って原始ブラックホールの質量 {\displaystyle M_{\mathrm {PBH} }} は形成時刻 {\displaystyle t} における宇宙の平均密度とハッブル体積の積と同程度の値を取ることになり、それは輻射優勢の仮定 ({\displaystyle \rho \propto a^{-4}\propto t^{-2}}, {\displaystyle H\propto t^{-1}}) から
{\displaystyle M_{\mathrm {PBH} }\sim {\frac {c^{3}t}{G}}\sim 10^{15}\,\mathrm {g} \,\left({\frac {t}{10^{-23}\,\mathrm {s} }}\right)}
と評価できる。特に、PBH 形成がプランク時間 ({\displaystyle t\sim 10^{-43}\,\mathrm {s} }) 程度であれば PBH はプランク質量程度 {\displaystyle M_{\mathrm {PBH} }\sim 10^{-5}\,\mathrm {g} } になり、ビッグバンから 1 秒後 {\displaystyle t\sim 1\,\mathrm {s} } であれば {\displaystyle M_{\mathrm {PBH} }\sim 10^{5}\,M_{\odot }} ({\displaystyle M_{\odot }} は太陽質量) となる。
ただし、既に述べたように PBH が形成されるためには初期宇宙に非常に大きな密度ゆらぎが存在する必要があるが、プランク衛星の宇宙論パラメータから定まるパワースペクトルを小スケールに外挿すると、そのような大きな振幅のゆらぎは宇宙にほとんど存在しないことになる。そのため、宇宙のインフレーション (アクシオンインフレーションなどのハイブリッドインフレーションモデル)、再加熱、あるいは真空の相転移の状況下で、原始ブラックホールを生み出す不均一性を引き起こし得るメカニズムが提案されている。

## 観測限界と検出戦略

### 観測からの制限
原始ブラックホールの存在量と質量に制限を与えるために、様々な観測の解釈が行われている。

#### 寿命、ホーキング放射およびガンマ線
原始ブラックホールを検出したり、もしくは質量と存在量に制限を与えたりする方法には、ホーキング放射がある。1974年にスティーヴン・ホーキングが、多数の小さい原始ブラックホールが銀河系の銀河ハロー領域に存在している可能性があるという理論を提唱した。全てのブラックホールは理論的に、質量に反比例した割合でホーキング放射を行うと考えられている。この放射はブラックホールの質量をさらに減少させるため、非常に小さい質量を持つブラックホールは暴走的に蒸発し、最終段階では大規模な放射のバーストを発生させる。これは数百メガトンの爆発力をもたらす水素爆弾に匹敵する。
3太陽質量の一般的なブラックホールは、物質の降着がない場合でも蒸発するまでにおよそ 1069 年を必要とするため、現在の宇宙の年齢の間にその質量を失うことはできない。しかし原始ブラックホールは恒星の核の崩壊によって形成されるものではないため、いかなる大きさにもなる可能性がある。質量がおよそ 1012 kg のブラックホールは、ホーキング放射に対する寿命が宇宙の年齢とおおむね等しくなる。このような低質量のブラックホールがビッグバンの際に十分な量形成されたのであれば、我々は銀河系内の比較的近傍においてこれらのいくつかの爆発を観測できるはずである。2008年に打ち上げられたNASA のフェルミガンマ線宇宙望遠鏡は、このような原始ブラックホールの蒸発を探査することを目的の一部として設計されている。フェルミの観測データからは、1013 kg 以下の原始ブラックホールがダークマター全体の質量に占める割合は 1% 未満であるという制約が得られている。原始ブラックホールの蒸発はビッグバン元素合成にも影響を及ぼし、宇宙の軽元素の存在量を変える可能性がある。しかし理論的なホーキング放射が実際に存在しないとしても、原始ブラックホールは小さく重力的には大きな影響を及ぼさない存在であるため、宇宙でそれらを検出するのは不可能ではないにせよ極めて難しいと考えられる。

#### ガンマ線バーストの重力レンズ現象
ガンマ線バーストと我々の視線上にコンパクトな天体が存在した場合、重力レンズ現象によってガンマ線バーストの光度が変化する可能性がある。フェルミのガンマ線バーストモニターを用いた観測では、5 x 1014 – 1017 kg の質量範囲にある原始ブラックホールは、ダークマター全体に対して重要な寄与をしないという結果が得られている。

#### 中性子星による原始ブラックホールの捕獲
もし 1015  – 1022 kg の質量を持つ原始ブラックホールがダークマターと同程度の存在量であった場合、球状星団内にある中性子星はそれらのいくらかを捕獲し、その結果として中性子星の急速な破壊が発生する可能性がある。そのため球状星団内の中性子星の観測は、原始ブラックホールの存在量に制約を与えるのに利用できる。

#### 恒星のマイクロレンズ
もし我々と遠方の恒星の間を原始ブラックホールが通過した場合、重力マイクロレンズ効果によってそれらの恒星の増光が引き起こされる。マゼラン雲内にある恒星の増光をモニタリングすることで、EROS (Expérience de Recherche d’Objets Sombres) および MACHO サーベイによって、1023 – 1031 kg の質量範囲にある原始ブラックホールの存在量に制約が与えられている。これらのサーベイによると、この質量範囲の原始ブラックホールはダークマターの主要な一部にはなりえない。ただしこれらの制約は理論モデルに依存する。また、もし原始ブラックホールが高密度のハローに再グループ化された場合、マイクロレンズの観測結果による存在量への制約を回避することが出来るとの主張もある。

#### Ia型超新星のマイクロレンズ
原始ブラックホールの質量が 1028 kg よりも大きい場合、遠方のIa型超新星 (もしくはその他の光度が分かっている宇宙の距離梯子となる天体) を重力レンズによって増光させる可能性がある。もし原始ブラックホールがダークマター密度に大きく寄与しているのであれば、これらの効果は明らかである。観測からは、Ia型超新星の明るさに影響を及ぼしうる質量の原始ブラックホールは、ダークマターの主要な構成物質ではないことが示されている。

#### 宇宙マイクロ波背景放射の温度異方性
初期宇宙における原始ブラックホールへの物質の降着は、宇宙の再結合に影響を及ぼす物質へのエネルギー注入を引き起こす。この効果は、宇宙マイクロ波背景放射の異方性の統計的な分布に痕跡を残す。プランクによる宇宙マイクロ波背景放射の観測では、100 – 104 太陽質量の原始ブラックホールがダークマターへ重要な寄与をしている可能性は、少なくとも最もシンプルで保守的なモデルにおいては否定された。より現実的な、あるいは複雑なシナリオではこの制約が厳しいものになるか緩いものになるかに関しては議論が続いている。

### 今後の観測からの制約
LIGO によって30太陽質量のブラックホールの合体段階で放出される重力波が検出された段階では、太陽の10〜100倍の質量を持つブラックホールに対する制約はあまり行われていなかった。重力波の検出以降、少なくともこの範囲の質量にある原始ブラックホールのモデルについては、制約を与えるための以下のような新しい観測が要求されている。
- 銀河中心の方向における、点源のX線と可視光線の相関の欠如[34]
- 矮小銀河の力学的な加熱[35]
- 矮小銀河 Eridanus II の中心星団の観測。ただしこれらの観測からの制約は、観測から示唆されているように、もし Eridanus II 自身が中心に中間質量ブラックホールを持っている場合は緩いものとなる[36]。仮に原始ブラックホールが広い質量分布を示す場合であっても、この制約を回避することが出来る。
- 近傍の銀河による遠方のクエーサーの重力マイクロレンズの観測から、銀河内の物質の 20% のみが恒星質量を持つコンパクトな天体の形態となることを可能とする。これは恒星の種族に予想される値と矛盾しない[37]。
- 銀河団による遠方の恒星の重力マイクロレンズの観測から、LIGO で発見されたものと同程度の質量を持つ原始ブラックホールとして存在しているダークマターの割合は、全体の 10% 未満でなければならないことが示唆されている[38]。

### 将来的な検出の試み
将来的には、様々な観測によって原始ブラックホールに対する新たな制限が与えられると考えられている。
- 電波望遠鏡 SKA では、宇宙の再電離の歴史における原始ブラックホールの影響が探査される予定である。探査の主な対象は、原始ブラックホールへの物質の降着によって引き起こされる銀河間物質へのエネルギー注入による影響である[39]。
- LIGOとVirgo、および将来の地上重力波検出器で新しいブラックホール合体イベントを検出し、そこから原始ブラックホールの質量分布を復元することが可能と考えられている[16]。もし1.4太陽質量未満のブラックホールに起因する合体イベントが検出された場合、これらの検出器は原始ブラックホールか恒星起源のブラックホールかを明確に識別することが可能である。別の手段は、原始ブラックホール連星の大きな軌道離心率を測定するというものである[40]。
- LISA やパルサータイミングアレイのような重力波検出装置では、原始ブラックホール連星がまだお互いに比較的離れた位置を公転している際に放出される、重力波の確率的背景も探査する予定となっている[41]。
- 新しい暗い矮小銀河の検出とその中心の星団の観測は、これらの天体のダークマター主体の構造が原始ブラックホールを大量に含んでいるとする仮説を検証するのに用いる事ができる。
- 銀河系内の恒星の位置と速度のモニタリングから、近傍にある原始ブラックホールによる影響を検出することができる。
- 地球を通過する原始ブラックホールは、検出可能な音響シグナルを生成する可能性が示唆されている[42][43]。原始ブラックホールは直径が小さく、核子に比べて質量が大きく、比較的高速であるため、このような原始ブラックホールは核子にわずかな影響を与えるのみで、ほとんど邪魔されずに地球を通過するだけで、悪影響を与えずに地球を去ると考えられる。
- 原始ブラックホールを検出する別の方法は、恒星の表面のさざ波を監視することである。ブラックホールが恒星を通過した場合、恒星の密度に観測可能な振動を引き起こす[44][45]。
- マイクロ波の波長でのクエーサーのモニタリングと、重力マイクロレンズの波動光学の特徴の検出から原始ブラックホールを探ることが出来ると考えられている[46]。

## 原始ブラックホールの意義
原始ブラックホールの蒸発がガンマ線バーストの原因の一つとして考慮されたことがある。しかしその可能性は低いと考えられている。これは、標準的な量子色力学を用いた予測では、原始ブラックホールの蒸発はその最終段階であったとしても検出可能な程の流束の光子を放射しないと考えられること、また観測されているガンマ線バーストにおける光子のエネルギーは 1-10 MeV の範囲が主であるが、原始ブラックホール蒸発の最終段階で予想される光子のエネルギーは 100 MeV 程度以上と予想されることが原因である。ただし、原始ブラックホールから放出された荷電粒子と磁場の磁気流体力学的効果を介して、粒子の運動エネルギーが軟ガンマ線に変換されるシナリオが提唱されている。
原始ブラックホールが解決策として提案されているその他の諸問題として、暗黒物質問題、宇宙論的なドメインウォールの問題、宇宙論的な磁気単極子問題が挙げられる。原始ブラックホールは必ずしも小さいサイズを持っている必要はなく任意のサイズを取りうるため、原始ブラックホールは後の銀河の形成と進化に寄与している可能性もある。
原始ブラックホールによってこれらの問題が解決されない場合であっても、宇宙論研究者は原始ブラックホールの数が少ないことから初期宇宙の密度ゆらぎスペクトルへの制約を与えている。

## 弦理論
一般相対性理論は最も小さい原始ブラックホールは現在は既に蒸発していることを予測するが、弦理論によって予言されるような余剰次元が存在する場合、重力の小さいスケールでの作用に影響が及び、「蒸発を大幅に遅くする」とされる。このことは、銀河系内に数千の原始ブラックホールが存在することを意味しうる。フェルミガンマ線宇宙望遠鏡を用いた観測で、この理論の検証が可能であると考えられている。もしガンマ線バーストの特定の小さな干渉パターンが観測された場合、それは原始ブラックホールが存在する初の観測的な証拠となり、また弦理論の証拠ともなりうる。